# Rudy Porter
Rudy Porter, né le 15 décembre 2000, est un coureur cycliste australien.

## Biographie
En 2018, Rudy Porter est sélectionné pour participer aux championnats d'Océanie sur route juniors (moins de 19 ans), où il se classe neuvième du contre-la-montre et abandonne la course en ligne. En 2020, il est neuvième est deuxième meilleur jeune du Herald Sun Tour. L'année suivante, il prend la deuxième place du championnat d'Australie sur route espoirs (moins de 23 ans) à 25 secondes du vainqueur Thomas Benton. En juin, pour courir en Europe, il rejoint l'équipe continentale britannique Trinity Racing. Il termine notamment dixième du Tour Alsace et prend part au Tour de l'Avenir qu'il abandonne.
En janvier 2022, il se classe quatrième du championnat d'Australie du contre-la-montre espoirs et sixième de la course en ligne. Après avoir été positif à la COVID-19, en mars, il rejoint à nouveau l'équipe  Trinity Racing. Il se classe coup sur coup quatrième de l'Alpes Isère Tour et surtout deuxième de la Course de la Paix-Grand Prix Jeseníky, l'une des manches de la Coupe des Nations U23. Après trois bonnes premières étapes, il doit abandonner le Tour du Val d'Aoste en raison de problèmes de santé. En août, il signe un contrat avec la formation World Tour australienne BikeExchange Jayco qu'il rejoint officiellement en 2023.

## Palmarès
- 2018
  - 9e du championnat d'Océanie du contre-la-montre juniors
- 2019
  - 3e de la Baw Baw Classic
- 2021
  - Grafton to Inverell Classic
  - 2e du championnat d'Australie sur route espoirs
- 2022
  - 2e de la Course de la Paix-Grand Prix Jeseníky

## Classements mondiaux
| Année                                 | 2018  | 2019  | 2020 | 2021 | 2022 | 2023 | 2024  |
| ------------------------------------- | ----- | ----- | ---- | ---- | ---- | ---- | ----- |
| Classement mondial                    | 1520e | 1978e | nc   | nc   | 761e | nc   | 1251e |
| UCI Asia Tour                         | 292e  |       |      |      |      |      |       |
| UCI Oceania Tour                      | 73e   | 95e   | nc   | nc   | 49e  | nc   | nc    |
|                                       |       |       |      |      |      |      |       |
| Légende : nc = non classéSource : UCI |       |       |      |      |      |      |       |